# 大芋村
大芋村（おくもむら）は、兵庫県多紀郡にあった村。現在の丹波篠山市の北東端、国道173号の沿線にあたる。

## 地理
- 山岳：三国岳、櫃ヶ嶽、雨石山、八ヶ尾山
- 河川：篠山川、藤坂川

2018年6月時点では神姫グリーンバス・篠山市コミュニティバス「大芋」バス停がある。

## 歴史
- 1889年（明治22年）4月1日 - 町村制の施行により、中村・福井村・小原村・藤坂村・三熊村・小倉村・市野々村・奥山村・大藤村・立金村・宮代村の区域をもって発足。
- 1955年（昭和30年）4月15日 - 福住村・村雲村と合併して多紀村が発足。同日大芋村廃止。